# Coorg
Coorg (Koorg) actualment Kodagu (muntanyes escarpades) fou un regne independent i després província britànica, situada al sud de l'Índia, avui al sud de l'estat de Karnataka. Estava administrada pel resident a Mysore. La capital era Merkara. El riu Kaveri marcava en alguns punts el seu límit. El nom Coorg és anglès i el natiu és Kodavu (i el poble els kodaves); Kodagu (el poble són els kodagues) és kannada.

## Geografia i administració
La superfície era de 4.100 km² i la població era: 65.437 (1836), 168.312 (1871), 178.302 -27.033 kodagues- (1881). Estava dividida en sis talukes: Kiggatnad, Padinalknad,Nanjarajpatna, Merkara, Yedenalknad i Yelsavirshime. La població estava repartia en 502 pobles i una ciutat (Merkara o Mahadevapet).

## Història
El territori estava habitat per una ètnica muntanyesa. La tradició diu que eren descendents de l'exèrcit enviat pel rei kadamba a la zona al segle vi. La dinastia Ganga dominava la regió al segle ix amb capital a Talakat a la riba del Kaveri, però fins a quin punt dominava als muntanyesos no se sap. Tenien com a feudataris als Changalva o reis de Changa Nadu (Changanad) més tard anomenats reis de Nanjarayapatna o Nanjarajapatna, d'un lloc situat al que després fou Coorg (al nord del Cauvery o Kaveri) i que després donà nom a una taluka de Coorg.
Els changalves aparegueren primerament en connexió amb Panasoge o Hanasoge, al del Cauvery, en territori del que fou el principat de Mysore i sembla que s'estenien a l'est i nord del que fou Coorg; aquesta dinastia era jainista. Els Ganga foren enderrocats pels Cola que van ocupar Talakad al començament del segle XI i en les seves inscripcions diuen haver conquerit el país de Kudu o Coorg. Els Changalva van esdevenir feudataris dels Cola i un dels seus reis, Nanni Changalva (àlies Rajendra Chola) va ser un rei important al segle XI. Al nord dels Changalva hi havia els Kongalva que en el segle XI governaven sobre el que fou la taluka Arkaguld de Mysore i part del nord de Coorg, també com a vassalls dels Cola i també jainistes; el seu regne fou conegut com a Kongal Nadu (Kongalnad). A la primera meitat del segle XII els Cola foren expulsats de Mysore i Talakad fou ocupada pels Hoysala, successors dels Ganga a Mysore, que tenien per capital a Dorasamudra (després Halebid) però eren originaris de Sosevur, als Ghats Occidentals que podria ser Angadi; el seu títol era "Campió entre els Malapes" (Malapa = cap muntanyès). Quatre Malapes estan documentats a Coorg però al final del segle X i probablement corresponen a expedicions fetes pels nayaks de Kote o Bettadakote, de les que hi ha constància en aquest temps.
Sense saber les causes exactes els Kondava van desaparèixer i entre Hoysala i Changalva, que es consideraven yadaves de raça solar (igual que els Hoysala) i independents després de la caiguda dels Cola. El 1145 el rei hoysala Narasimha I va matar el rei Changalva en batalla, i va capturar els seus elefants, cavalls i tresors. El Changalva es va retirar al Coorg on el 1174 Ballala II va enviar al general Bettarasa que va lluitar a Palpare, un fort avui en ruïnes a Hatgatnad al Kiggatnad. El changalva Mahadeva fou derrotat i Bettarasa va construir una ciutat com a seu del seu govern; però un nou rei, Changalva Pemma-Virappa, aliat a Budaganda Nandideva, Udeyaditya de Kurache, els Kodagues i altres caps locals van avançar cap a Palpare i van atacar a Bettarasa, que encara que derrotat inicialment va acabar vencedor. Els kodagues apareixen per primer cop en una inscripció; sembla que llavors els Changalva van quedar definitivament sotmesos i el 1252 el rei hoysala Somesvara va visitar Ramanathpur (al nord del Cauvery); els changalva llavors governaven com feudataris amb seu a Srirangapatna (en llengua Kodagu: Srirangapatna), al sud del Cauvery prop de Siddapur. En aquest temps els Changalva i altres sobirans jainistes es van convertir a l'hinduisme de la secta Lingayat.
Als hoysala va succeir l'imperi de Vijayanagar i els changalva van esdevenir els seus vassalls al segle XIV dependents del nayak (virrei) de Seringapatam (anomenat el Sri Ranga Rayal). Al segle XVI el sobirà Changalva Nanja Raja va fundar la seva nova capital de Nanjarajapatna. El 1589 Chandalva Piriya Raja o Rudragana va reconstruir Srirangapatna o Singapatna que va rebatejar Piriyapatna (la Periapatam dels anglesos). Després de la derrota de Vijayanagar a Talikota el 1565 l'autoritat del nayak de Seringapatam fou absoluta però aviat va començar a declinar. El 1607 Rudragana fou confirmat en la possessió del país de Malalavadi per garantir la continuïtat del culte establert però el virrei o nayak fou enderrocat per Mysore el 1610 que va establir la seva capitak a Seringapatam. El 1644 Bettadpur i Piriyapatna foren ocupades per Mysore. El rei Changalva Nanjunda Raja es va retirar però el seu fill Vira Raja va morir defensant la capital Palpare i abans de caure va fer matar les seves dones i fills. La dinastia Changalva es va acabar. Al segle XVI Ferishta esmenta que Coorg estava governat pels seus propis prínceps, i es creu que en aquest període estava dividit en dotze komhus o districtes cadascun sota un cap semiindependent o nayak (naik).
Després de la conquesta de Palpare, Mysore fou atacada pel raja de Bednur Sivappa Naik que va assolar la part occidental del regne i el 1646 va assetjar Seringapatam, en teoria per restaurar al rei de Vijayanagar, refugiat a la seva cort. Així el país de Coorg va quedar sense govern central. Un príncep de la família de Nayaks de Keladi o de Bednur o Ikkeri es va establir a Haleri al nord de Merkara, com un simple polegar (petit príncep), però que finalment va dominar tot el Coorg. Així el polegar d'Haleri que va fundar la moderna línia de rages de Coorg que va durar fins al 1834. Pertanyien a la secta hindú Lingayati. Després d'un temps foren acceptats com a líders nacionals. La seva història fou compilada vers 1807 a la Rajendra-nama (en kannada) redactada per orde de Dodda Vira Rajendra i després traduïda a l'anglès pel tinent Abercromby (1808), document que abraça el període entre 1633 i 1807.
Muddu Raja va traslladar la capital a Madikeri o Mercara, on va construir un fort i un palau el 1681. Dels seus tres fills, Dodda Virappa, el gran, el va succeir a Merkara mentre Appaji Raja ho va fer a Halcri i Nanda Raja a Horamale. El 1690 Chikka Deva Raja de Mysore va envair territori de Belur i llavors Dodda Virappa es va apoderar del territori de Yelusavira, i el va poder conservar pagant la meitat de la recaptació a Mysore (itterige, o "dos parts de la taxa") i ajudant a Chirakkal Raja contra Somasekhara Naik de Bednur; això li va valer el districte d'Aniara Sulya al nord-oest. Va morir el 1736 als 78 anys; el seu únic fill havia mort després de 12 anys a la presó, el 1729, i la successió va passar al fill d'aquest Chikka Virappa, que també havia estat empresonat amb el pare, i romania tancat, fou declarat raja.
Durant el seu regnat Haidar Ali va pujar al poder a Mysore i el 1763 va conquerir Bednur i es va considerar sobirà de Coorg que al seu torn considerava sota sobirania feudal de Bednur. Primer va reclamar Yelusavira, però després va concedir Uchingi a Coorg (a canvi d'un pagament). Mort Chika Virappa sense hereus, la successió va passar a les branques de Haleri i Horomale, representades per Muddu Raja (II) i Muddaiya que van governar conjuntament sense problemes. Haidar Ali es va penedir de la cessió d'Uchingi, va cedir al seu lloc Panje i Bellare. Els dos reis van morir amb poca diferència el 1770.
Muddu Raja (II) va deixar un fill, Appaji, al que el germà del seu pare, Linga Raja, volia posar al tron, però Mallaya, el fill de Muddaiya va imposar la candidatura del seu propi fill Devappa Raja, que fou acceptada. Linga Raja es va retirar a Mysore amb el seu fill Vira Raja i el seu nebot Appaji; Haidar Ali estava llavors ocupat amb els marathes i no podia dedicar-se a Coorg, però finalment, quan els marathes es van retirar, li fou donat un exèrcit a Linga Raja per agafar el poder; a aquest exèrcit es van unir molta gent de Coorg i va avançar sense oposició fins a Merkara. Devappa Raja va fugir i es va refugiar amb Chirakkal Raja de Kote, però no fou ben rebut i va fugir al nord amb només quatre servidors sent capturat a Harihar i enviat a Seringapatam, on la seva família ja havia estat enviada a la presó i tots foren executats. Amb aquesta mort va acabar la branca Horomale. Haidar va oferir Coorg a Linga Raja a canvi de tribut i li va permetre ocupar part del Wynaad però va haver de cedir Amara Sulya, Panje, Bellare i Yelusavira.
A la mort de Linga Raja (1780), Haidar Ali va assolir el poder al país oficialment com a guardià dels seus fills que eren menors i foren enviats a la fortalesa de Gorur a la vora del Cauvery; un antic tresorer del raja fou nomenat governador i una guarnició musulmana es va establir a Merkara. L'impacte sobre els kodagues i la gent de Coorg fou gran i va degenerar en revolta el juny de 1782. La guarnició musulmana fou expulsada i com que Haidar estava en guerra al Carnàtic contra els britànics no tenia capacitat d'intervenció. Però el seu fill Tipu Sultan estava disposat a recuperar el país. Va enviar a la família de prínceps a Piriyapatna, i després de reconquerir 
Nagar i Mangalore (Bangalore) el 1784, va avançar cap a Coorg i Seringapatam. Acusats els habitants del país de poliàndria i rebel·lió els va oferir una amnistia i va anunciar que si es revoltaven altre cop el deportaria a tots. Només sortir del país Coorg es va revoltar novament (1785); un exèrcit enviat contra els rebels fou rebutjat i Tipu va tornar al país amb un exèrcit. Va convocar als caps del país a una conferència de pau a Tale-Kaveri, i els va fer a tots presoners i amb les seves famílies i tots els que va trobar va enviar a setanta mil persones una bona part a Seringapatam, on els homes foren circumcidats i obligats a adoptar l'islam; els país fou repartit entre terratinents musulmans als que es van entregar els esclaus del país, amb l'obligació de buscar als kodagues i fer-los presoners. Quatre guarnicions es van establir al territori: Mercara (Jafarabad), Fraserpet (Kushalnagar), Bhagamandala i Beppunad. Tipu va assolir el títol de Bashah pel servei fet a la fe.
Però el desembre de 1788 el príncep Vira Rajendra Wodeyar o Vira Raja va poder fugir de la seva presó a Piriyapatna amb la seva dona i dos germans, Linga Raja i Appaji i va aixecar la bandera de la independència a la seva terra. La guarnició de Mysore fou expulsada i es va desenvolupar una guerra de guerrilla; un exèrcit enviat contra ell va haver de marxar cap a la costa oest per la revolta dels rages Malayalam. Els britànics van entrar en tractes amb el príncep. Així Vira Raja va ajudar els britànics en la marxa contra Seringapatam, va donar subministraments (obtinguts del saqueig del territori enemic) i el febrer de 1792 Lord Cornwallis va expulsar a Tipu de Seringapatam i va ocupar l'illa; allí va trobar 5000 kodagues que hi havien estat deportats, amb les seves famílies (total uns 12000) que va retornar a Coorg. Tipu va haver d'acceptar les condicions imposades pels britànics que havia d'entregar la meitat de les seves possessions en la part adjacent als dominis de la Companyia i (per decisió personal de Lord Cornwallis) havia de renunciar a Coorg; aquest fou el punt més difícil del tractat però finalment Tipu va accedir. El general Abercromby va fundar llavors a Coorg la ciutat de Virarajendrapet al lloc on el raja i els britànics s'havien reunit per primer cop.
Tipu Sultan va tractar d'assassinar Viru Raja però va fracassar. El 1796 Viru Raja, que no tenia fills es va casar per segona vegada. El 1799 altre cop va ajudar els britànics contra Tipu. A la mort de Tipu a Seringapatam el 1799, el raja esperava la cessió de la comarca de Piriyapatna que no li fou atorgada, però si que se li van donar Panje i Bellare. El raja seguia sense tenir fills mascles i el 1807 la seva dona va morir i les seves possibilitats de tenir fills es van esvair. Es va tornar més sanguinari i cruel del que era i va ordenar execucions i massacres de les que després es penedia. Es va rodejar d'una guàrdia personal d'africans i d'eunucs de Mysore (com a guardians de l'harem) mentre la guàrdia de palau i l'exèrcit el formaven kodagues. Entre aquestos es va formar una conspiració. Advertit al darrer moment el raja va posar al llit un objecte cobert per una manta, com si dormís i els conspiradors es van llançar contra el llit i es van quedar bocabadats quan van veure que s'havia escapat; Vira Raja va cridar als africans i va acorralar a 300 kodagues que foren massacrats (25 dels quals a mans del mateix raja). Aquests fets el posaven en mala posició davant els britànics i per això va escriure una carta en la qual els informava de la mort de la rani i demanava establir la successió en favor d'alguna de les seves quatre filles o dels fills d'aquestes considerant l'orde de primogenitura en tots cas. No hi va haver resposta i per assegurar la successió a les seves filles va fer matar als seus dos germans; abans de l'execució va donar contraordre però en un cas (Appaji) va ser massa tard, si bé es va poder salvar Linga Raja.
Aquestos fets van provocar que el resident britànic a Mysore, Arthur Cole, visités el país per confirmar la successió femenina i va fer atendre al raja pel Dr. Ingledew com a possible malalt mental (havia fet alguns intents de suïcidi). El 9 de juny de 1809 la seva filla Devammaji va rebre el segell i poc després el seu pare moria. Devammaji fou reconeguda com a rani encara que no tenia l'edat requerida. Sode Raja, el marit d'una altra filla del raja difunt, va romandre com a diwan i regent durant la minoria. Però aviat Linga Raja va obtenir els suports necessaris i Sode Raja es va haver de retirar; Linga Raja fou reconegut regent pels britànics. Poc després Linga va obligar a la rani a abdicar al seu favor, però els britànics van ignorar el fet; el 1811 Linga va anunciar que assolia el poder de manera permanent però altre cop els britànics ho van ignorar. Linga Raja va morir el 1820 als 45 anys. Encara que va fer algunes obres en el seu govern la condició dels seus súbdits va empitjorar. La seva dona va seguir el ritual del sati.
El va succeir el seu fill Vira Raja II de 20 anys. El seu primer acte fou ordenar l'execució de tots els que no l'havien complagut durant el govern del seu pare i dels seus familiars. Fins i tot un que es va escapar a Mysore, Channa Vira, fou retornat perquè fou reclamat com a criminal; el raja era un obsés sexual i un sanguinari.
El 1826 el resident britànic a Mysore va visitar el país per veure què passava i a què es devien tantes execucions, però fou estudiadament evitat. El 1832 la germana del raja (que va morir amb 94 anys el 1903) i el seu marit Channa Basava van fugir i van implorar la protecció britànica. El raja va demanar l'entrega que fou refusada i el resident va tornar a Coorg per tractar personalment amb el raja, i el va advertir que la desobediència es podia castigar amb la deposició, però el va trobar embarcat en projectes favorables i canviat des de la seva anterior visita i va romandre al poder. Poc després Devammaji, la filla de Vira Rajendra I, fou executada junt amb els membres sobrevivents de la família dels seus predecessors. El resident va proposar establir una guarnició a Merkara però el govern no ho va considerar necessari. Però el raja va enviar cartes insolents al president de Madras i al governador general, Lord William Bentinck, el qual va decidir la intervenció armada. Sis mil homes van entrar al país en quatre columnes; dues d'aquestes foren rebutjades pels valents soldats kodagues però les altres dues van poder arribar a Merkara i dominar l'estat (6 d'abril de 1834). El raja, retirat a Nalknad amb les seves dones i tresors, es va rendir a l'agent polític coronel Fraser que el va declarar deposat l'11 d'abril; ell mateix va emetre la proclamació del 7 de maig de 1834 per la qual el país quedava annexionat d'acord amb el que havien demanat els notables locals. El raja fou deportat a Vellore i després a Benarés amb una pensió de sis mil rúpies al mes i el 1852 va poder visitar Gran Bretanya on va morir el 1862. La seva filla Victoria Gauramma, fou batejada com a cristiana amb la reina com a padrina; es va casar amb un oficial anglès i va morir el 1864. El marit i fill van desaparèixer misteriosament i no se'n va tornar a sentir parlar.
El 1833 un impostor de nom Virappa havia començar a fer-se passar per un príncep que s'havia escapat de les matances de prínceps de 1820. No va tenir cap efecte fins després de l'annexió el 1834: Virappa sota el cobert d'un religiós de nom Abhrambara va tornar a difondre les seves proclames amb el suport del braman Dewan Lakshminarayana, però fou empresonat a Bangalore; va morir el 1870.
El 1837 una revolta dels gaudes, una altra ètnia muntanyesa de la part occidental dels Ghats Occidentals, començada al país de Talu, es va estendre a Coorg. Un motí a Bangalore va alliberar els presoners i les cases d'alguns oficials civils i militars foren cremades. La rebel·lió a Coorg esperava al pretendent Abhrambara i s'havia anunciat la vinguda d'un príncep de la casa d'Haleri per recuperar la possessió dels seus dominis, però els britànics no es van descuidar. Els que van romandre lleials foren recompensats amb terres, medalles i pensions. El 1857 els kodagues van romandre lleials als britànics. El 1861, per la seva lleialtat foren excloses de la norma sobre desarmament.
La província de Coorg fou administrada per un comissionat que era el mateix que el comissionat de Mysore. El 1869 el comissionat de Mysore fou titulat Cap Comissionat i el superintendent de Coorg va esdevenir Comissionat de Coorg supeditat a l'anterior. Quan el govern natiu fou restaurat a Mysore el 1881, el cap Comissionat va esdevenir resident a Mysore i Cap Comissionat a Coorg. El regiment de Madras estacionat a Merkara fou retirat el 1883; el 1902 es va crear un regiment de kodagues però l'experiència no va tenir èxit.
El 1947 va passar a ser província de l'Índia i el 1950 un estat que va formar el seu primer govern representatiu el 17 de març de 1952, dominat pel partit del Congrés. El 1956 va quedar inclos a l'estat de Mysore (després Karnataka), com un districte d'aquest estat.

## Llista de rages
- Muddu Raja vers 1646-1682
- Dodda Virappa 1682-1736
- Chikka Virappa 1736-1764
- Muddu Raja (II) 1764-1770
- Muddaiya 1764-1770
- Mallaya 1770
- Appaji 1770
- Devappa Raja 1770-1772
- Linga Raja 1772-1780
- Vira Raja I 1780
- Haidar Ali 1780-1782
- Rebel·lio nacional en nom de Vira Raja I 1782-1784
- Tipu Sultan 1784-1785
- Rebel·lio nacional en nom de Vira Raja I 1785-1786
- Tipu Sultan 1786-1788/1792
- Vira Raja I, 1788-1792 (en rebel·lió) independent 1792-1809
- Rani Devammaji 1809-1811
  - Soda Raja, regent 1809-1810
  - Linga Raja (II), regent 1810-1811
- Linga Raja 1811-1820
- Vira Raja II 1820-1834

## Caps comissionats britànics
- Comissionats de Mysore del 10 d'abril de 1834 a l'1 de juliol de 1940
- Joseph William Pritchard 1 de juliol de 1940 - 26 d'abril de 1943
- Diwan Bahadur Ketoli Chengappa 26 d'abril de 1943 - 15 d'agost de 1947

## Caps comissionats
- C.T. Mudaliar 1949 - 1950
- Kanwar Daya Singh Bedi 1950 - 1956

## Ministre en cap
- Cheppudira Muthana Poonacha 1952 - 1956 (partit del Congrés)